# Aeropuerto Internacional de Cozumel

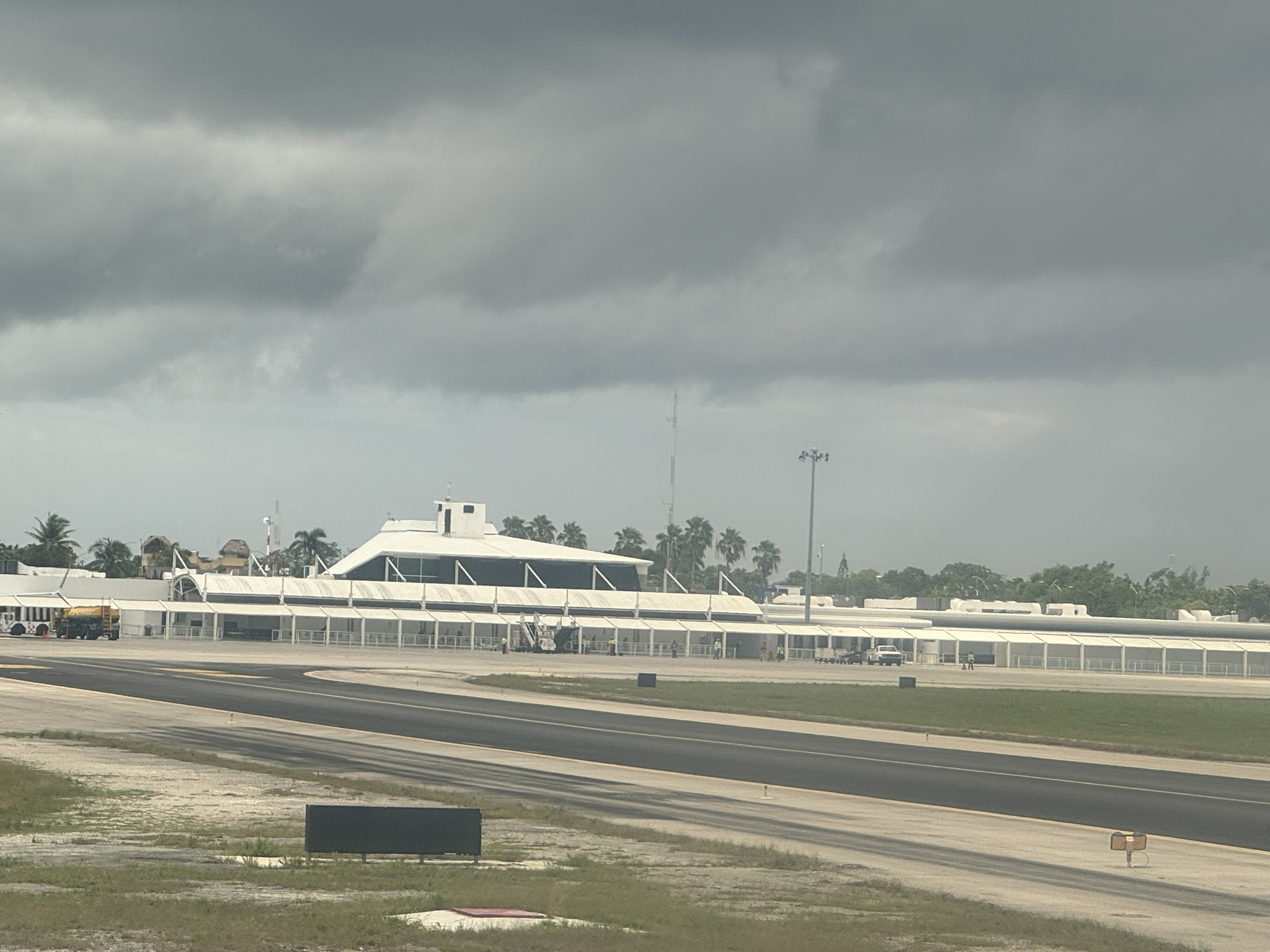
Lado Aire del aeropuerto.

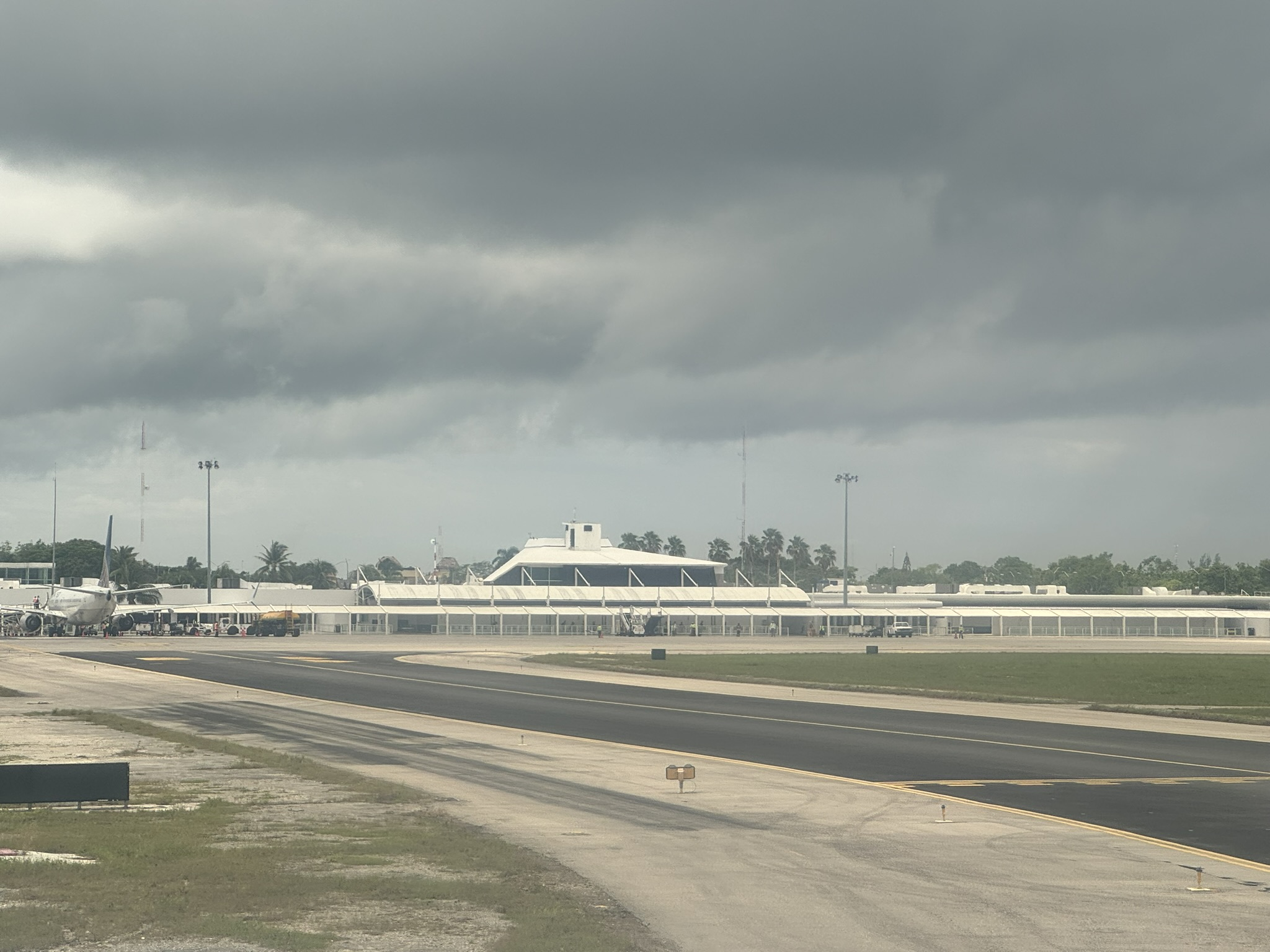
Lado Aire del aeropuerto.

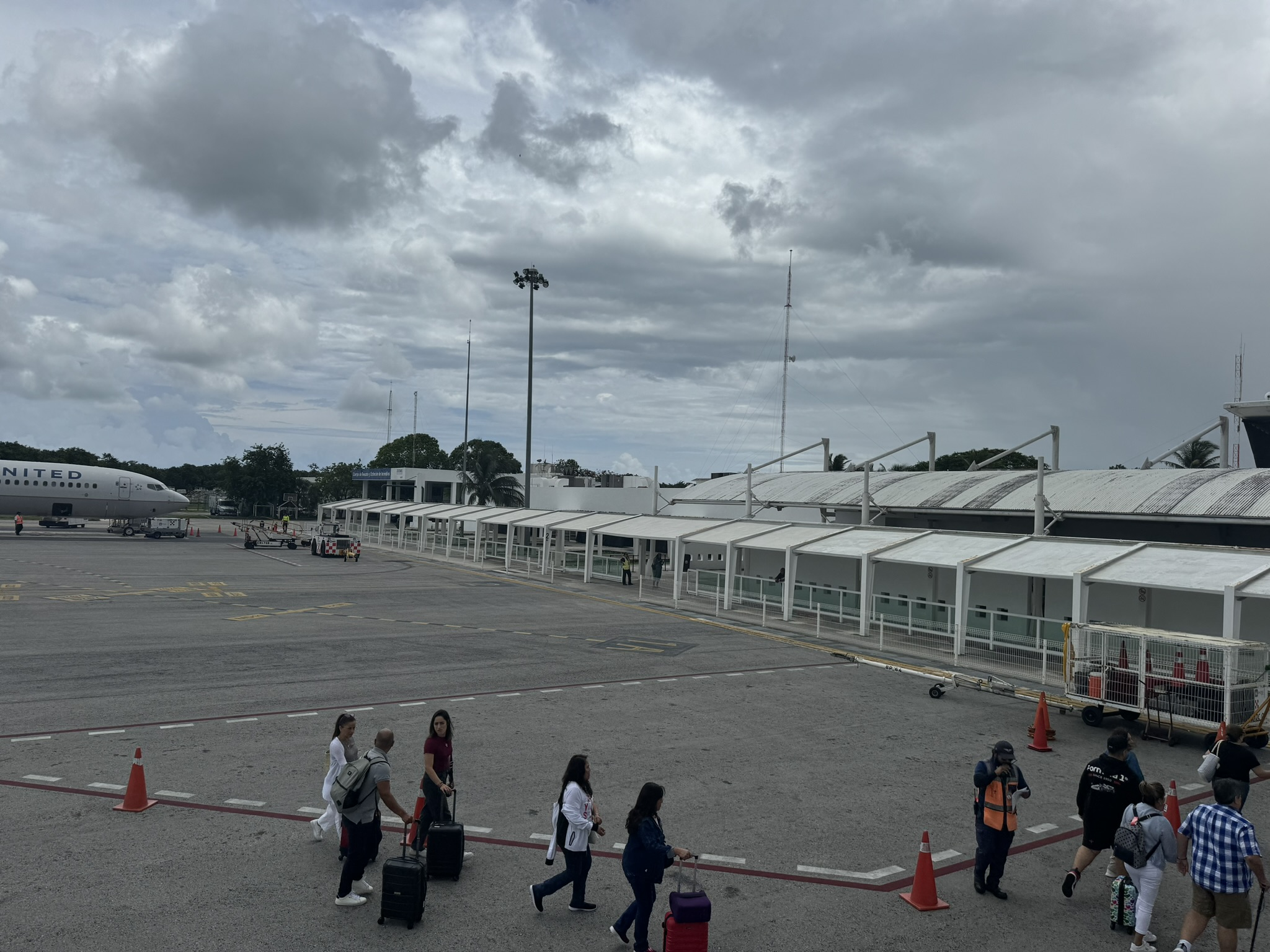
Lado Aire del aeropuerto.

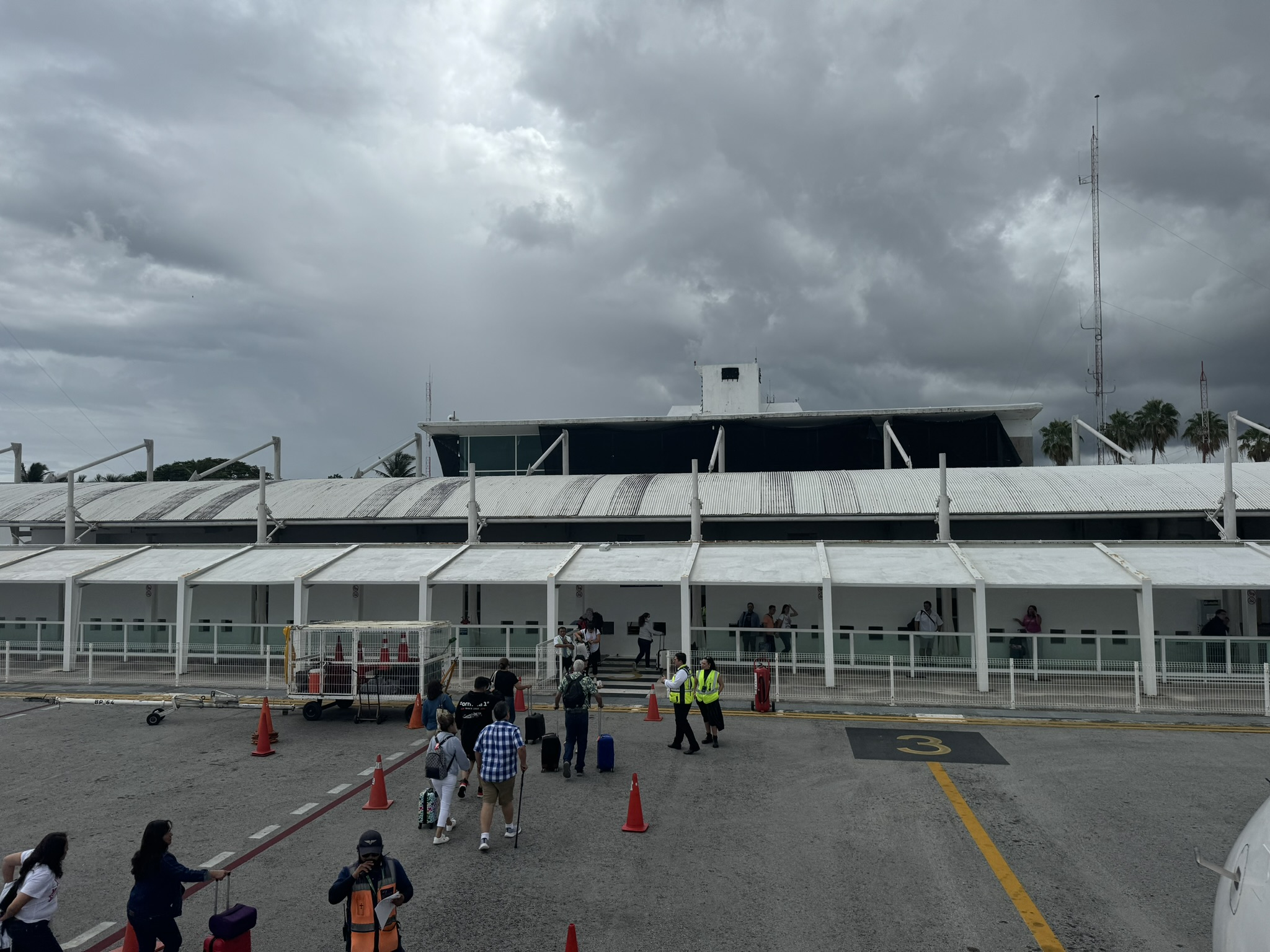
Lado Aire del aeropuerto.

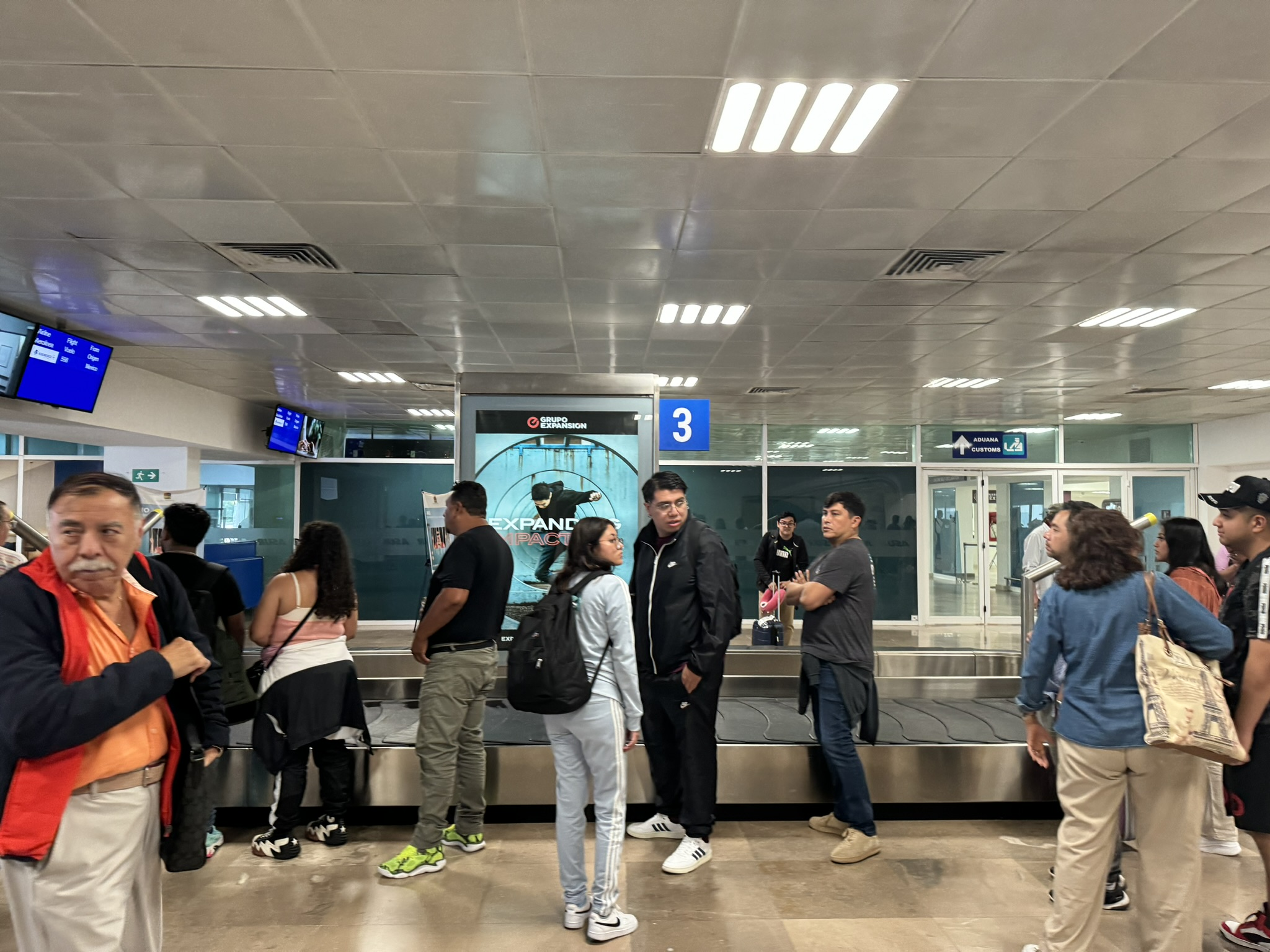
Banda de reclamo de equipaje nacional del aeropuerto.

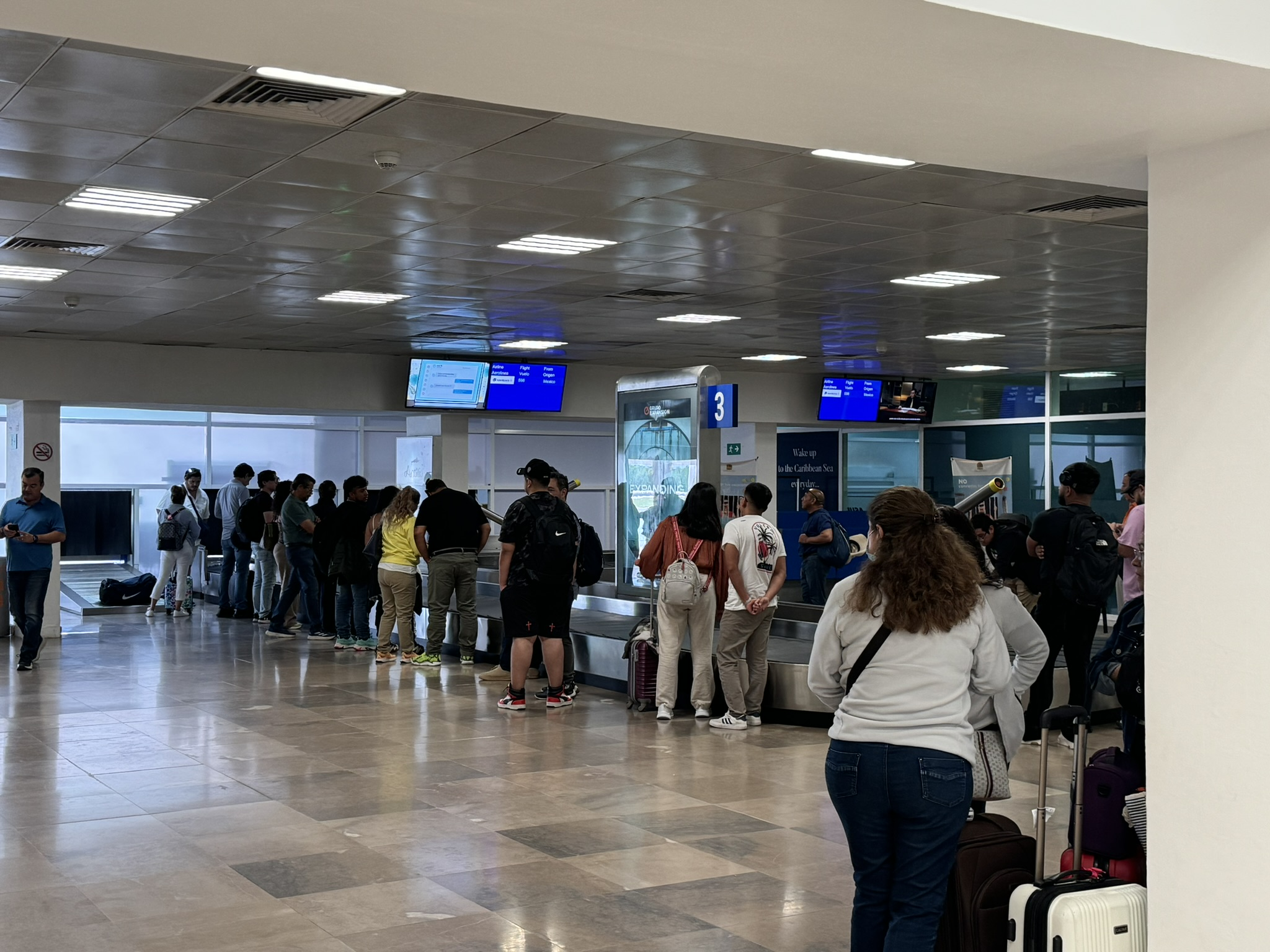
Banda de reclamo de equipaje nacional del aeropuerto.

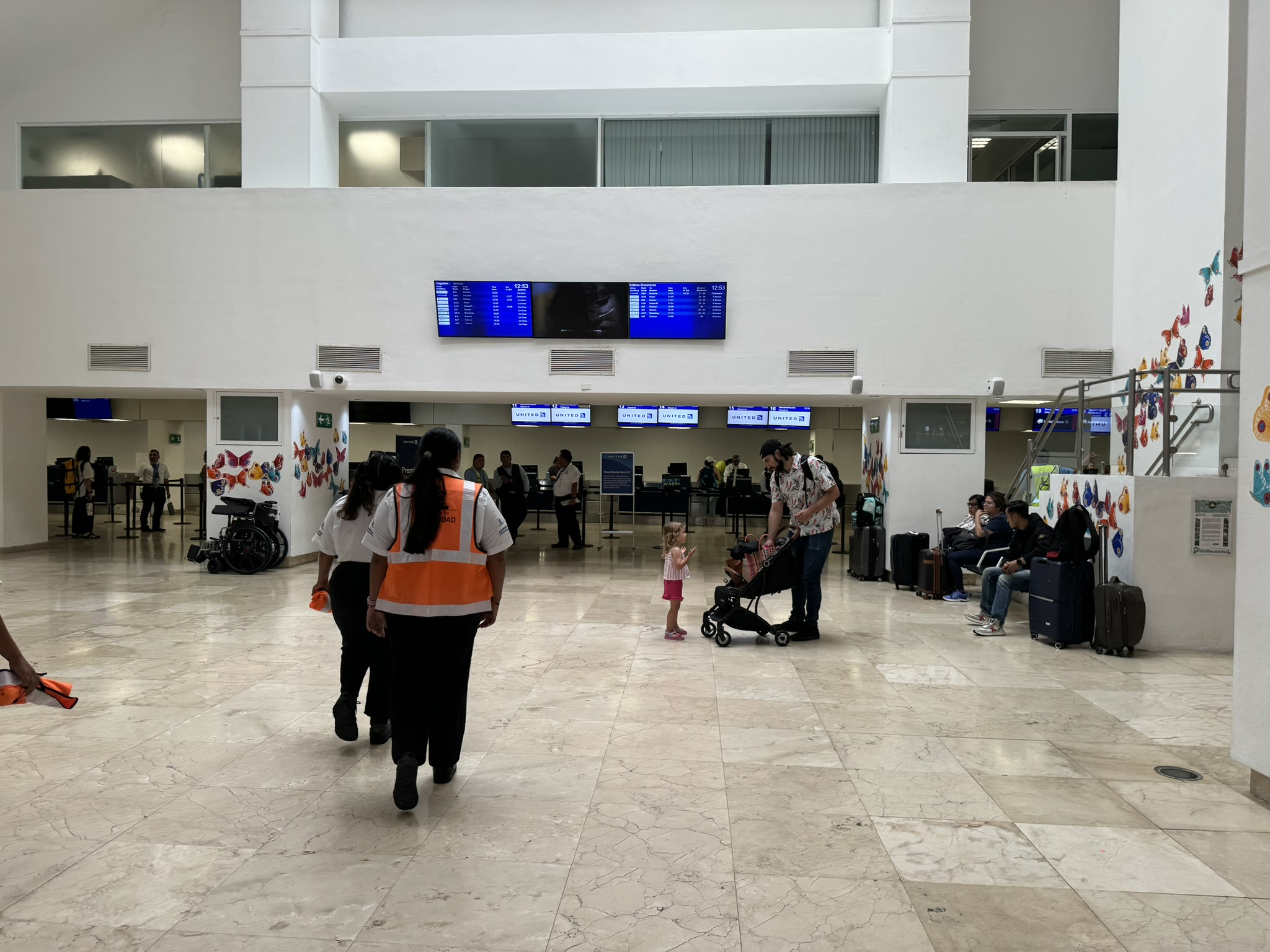
Vestíbulo principal del aeropuerto.

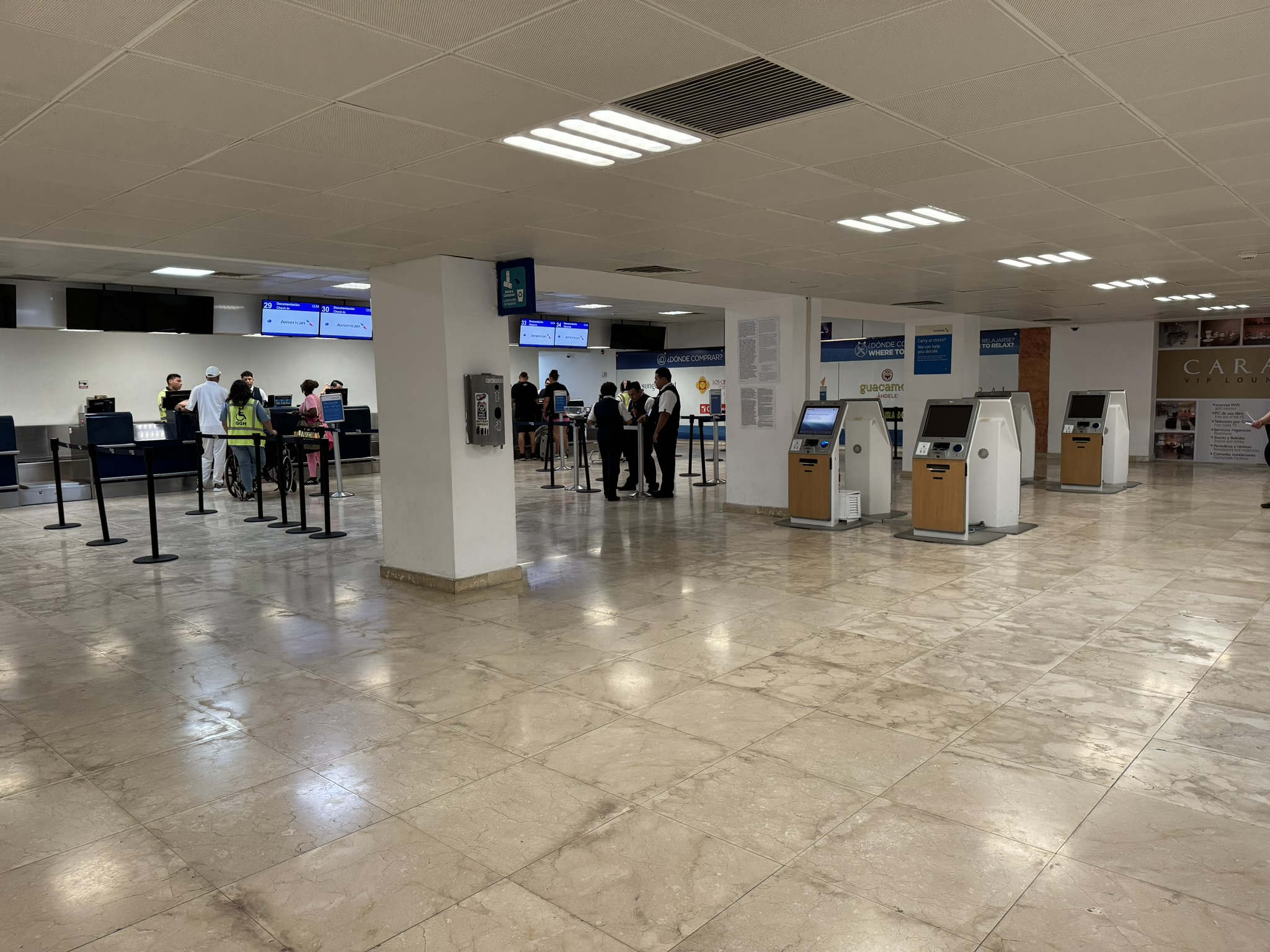
Mostradores de documentación del aeropuerto.

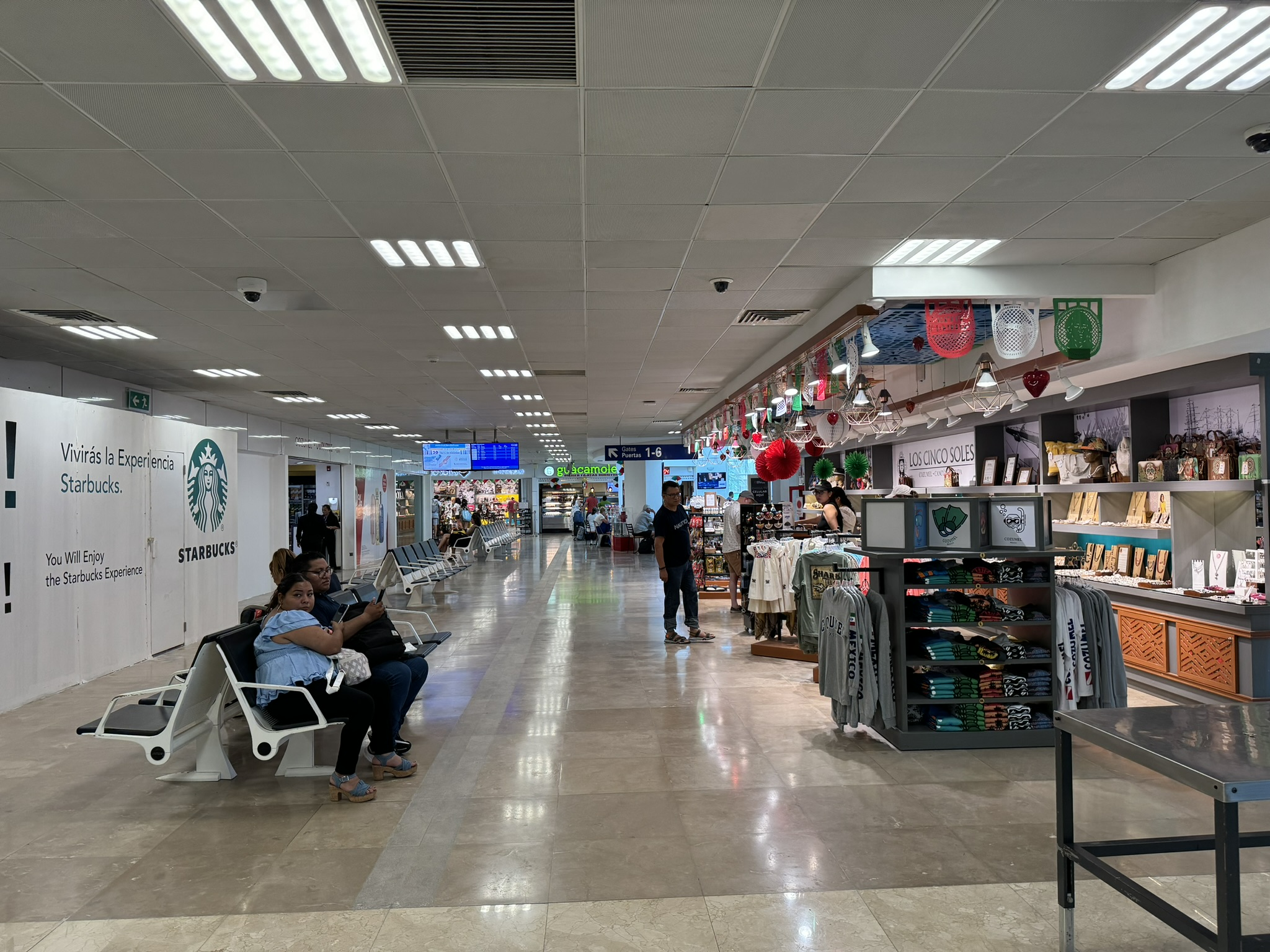
Tiendas en el aeropuerto.

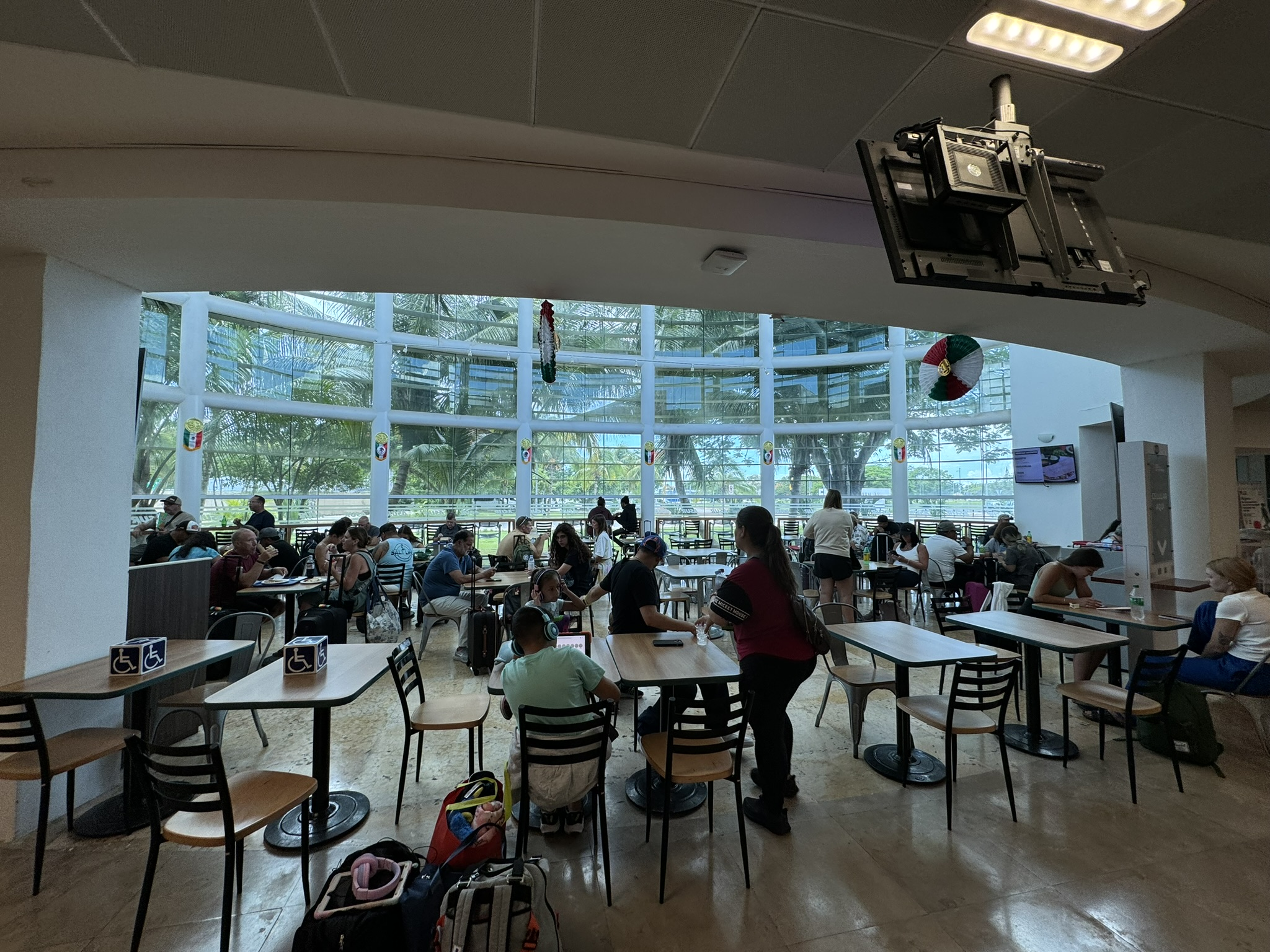
Área de comida rápida del aeropuerto.

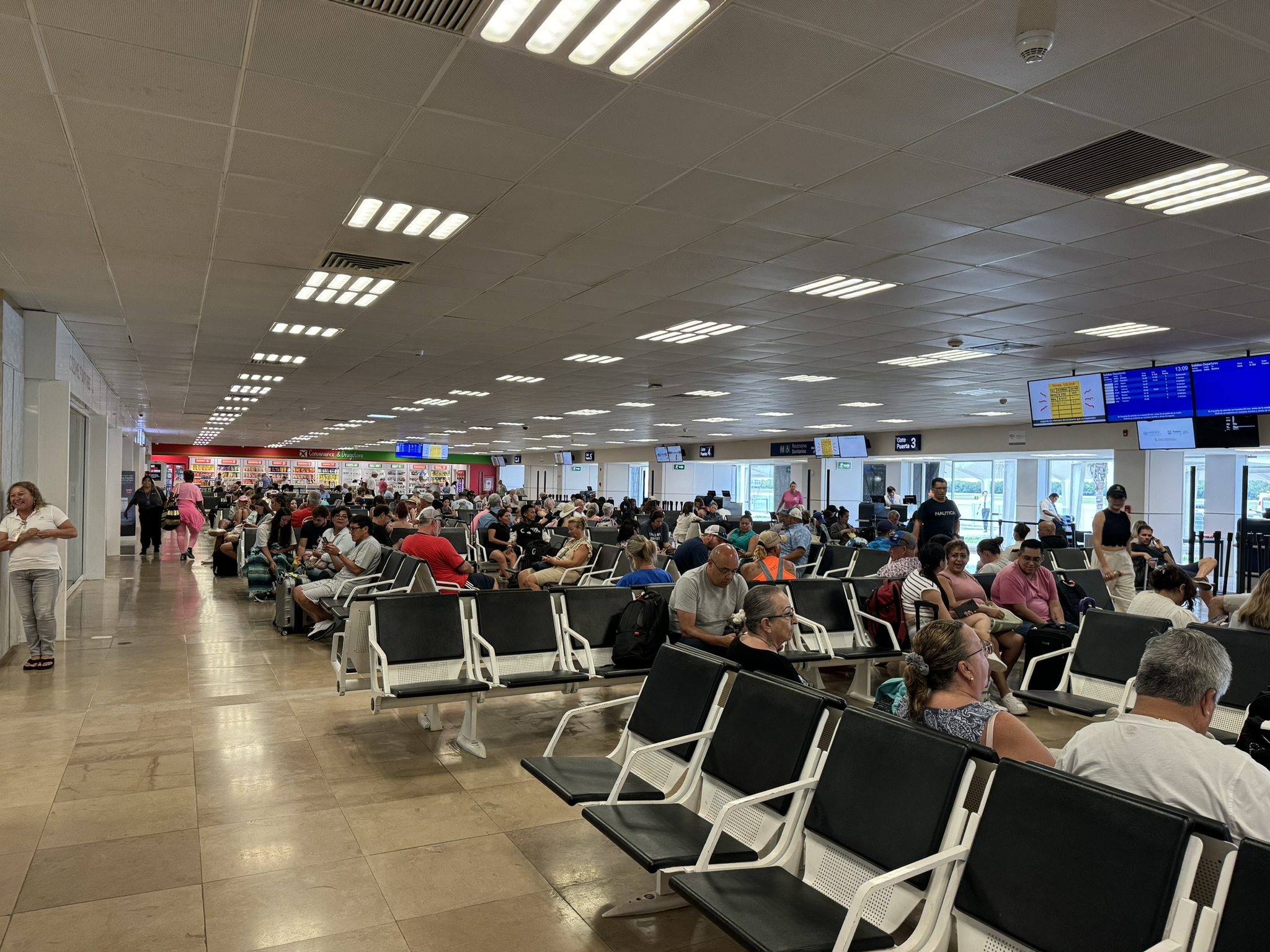
Salas de última espera del aeropuerto.

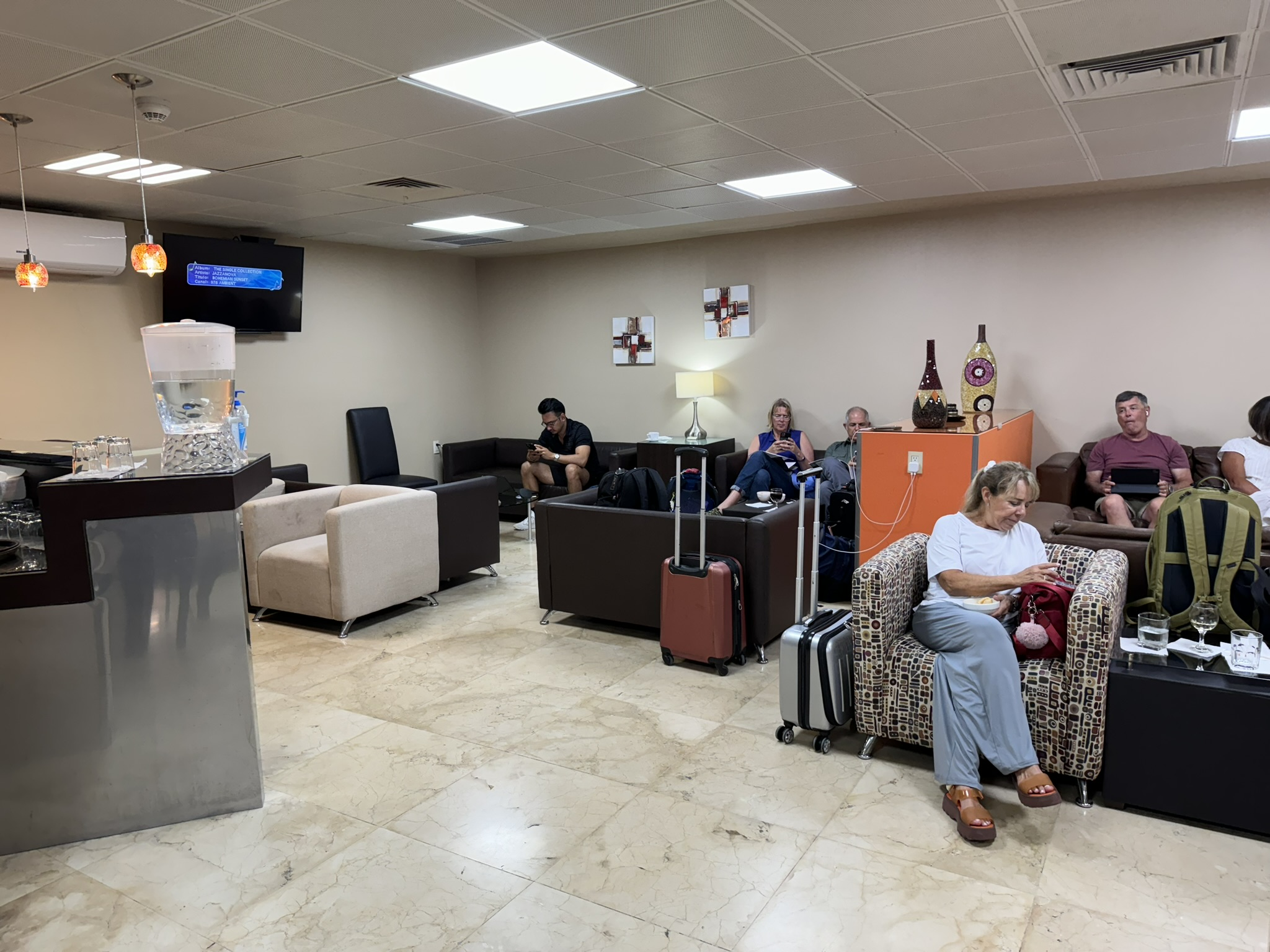
Sala Lounge Caral VIP en el aeropuerto.

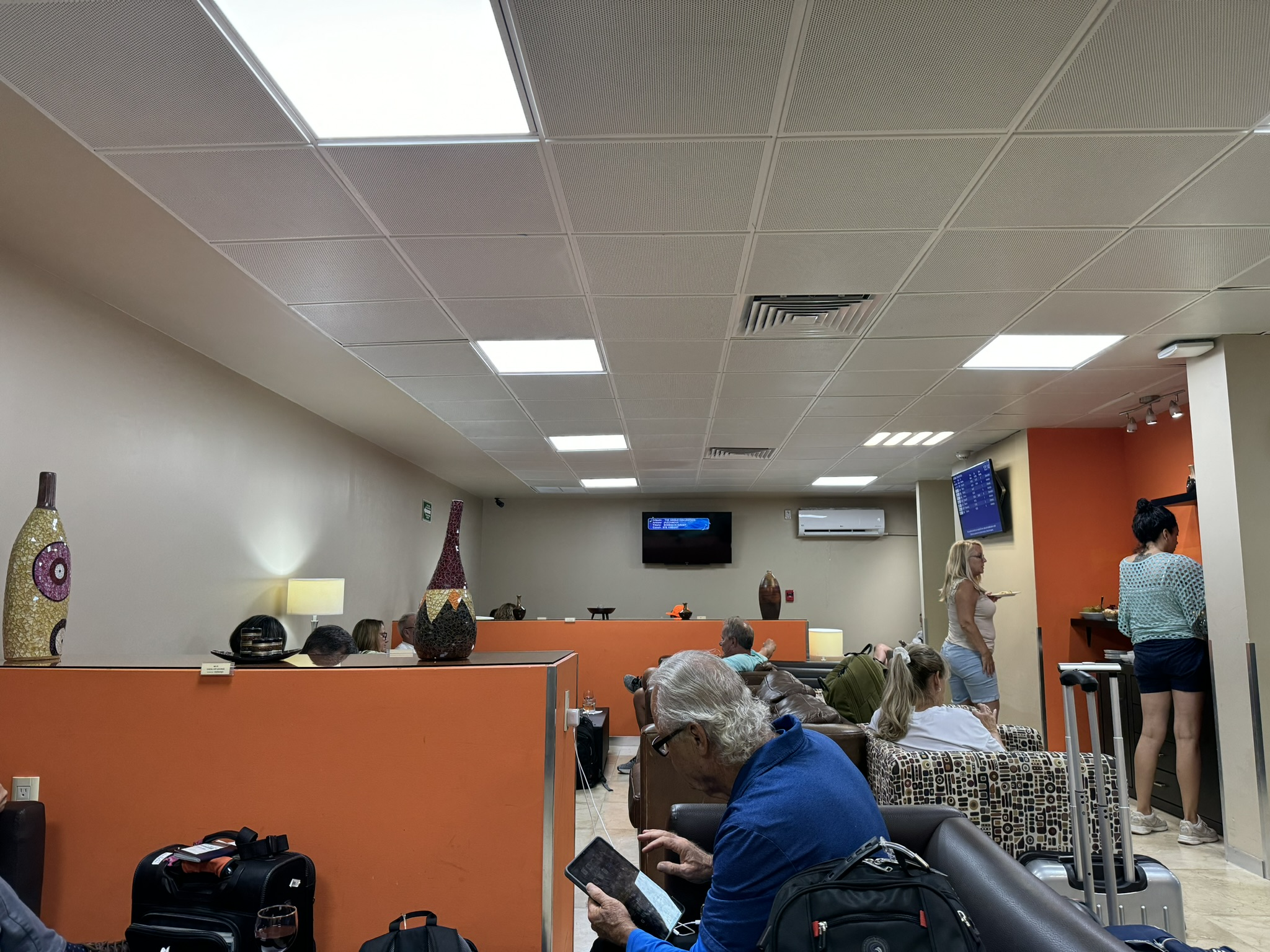
Sala Lounge Caral VIP en el aeropuerto.

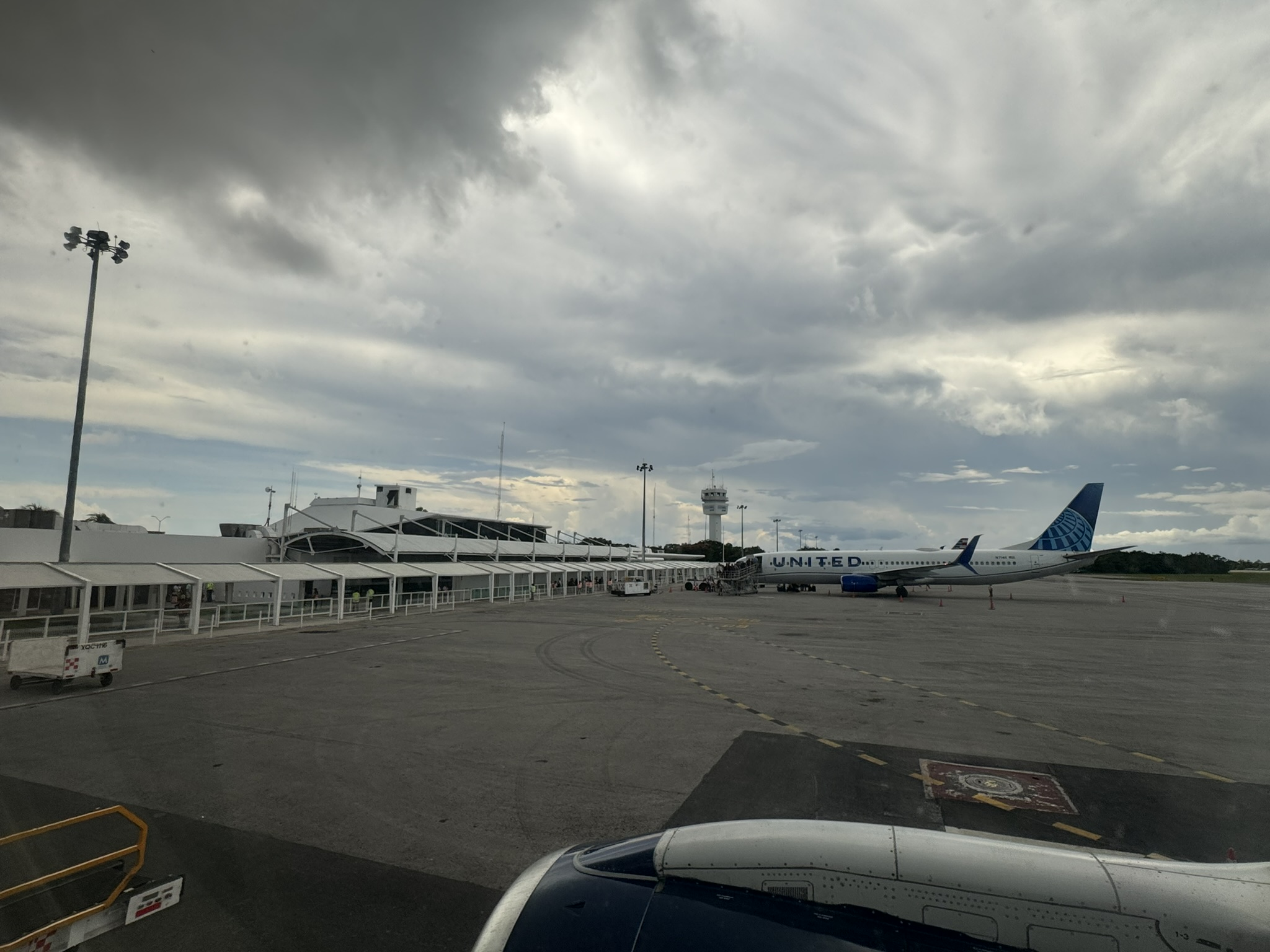
Avión de United Airlines en la plataforma del aeropuerto.

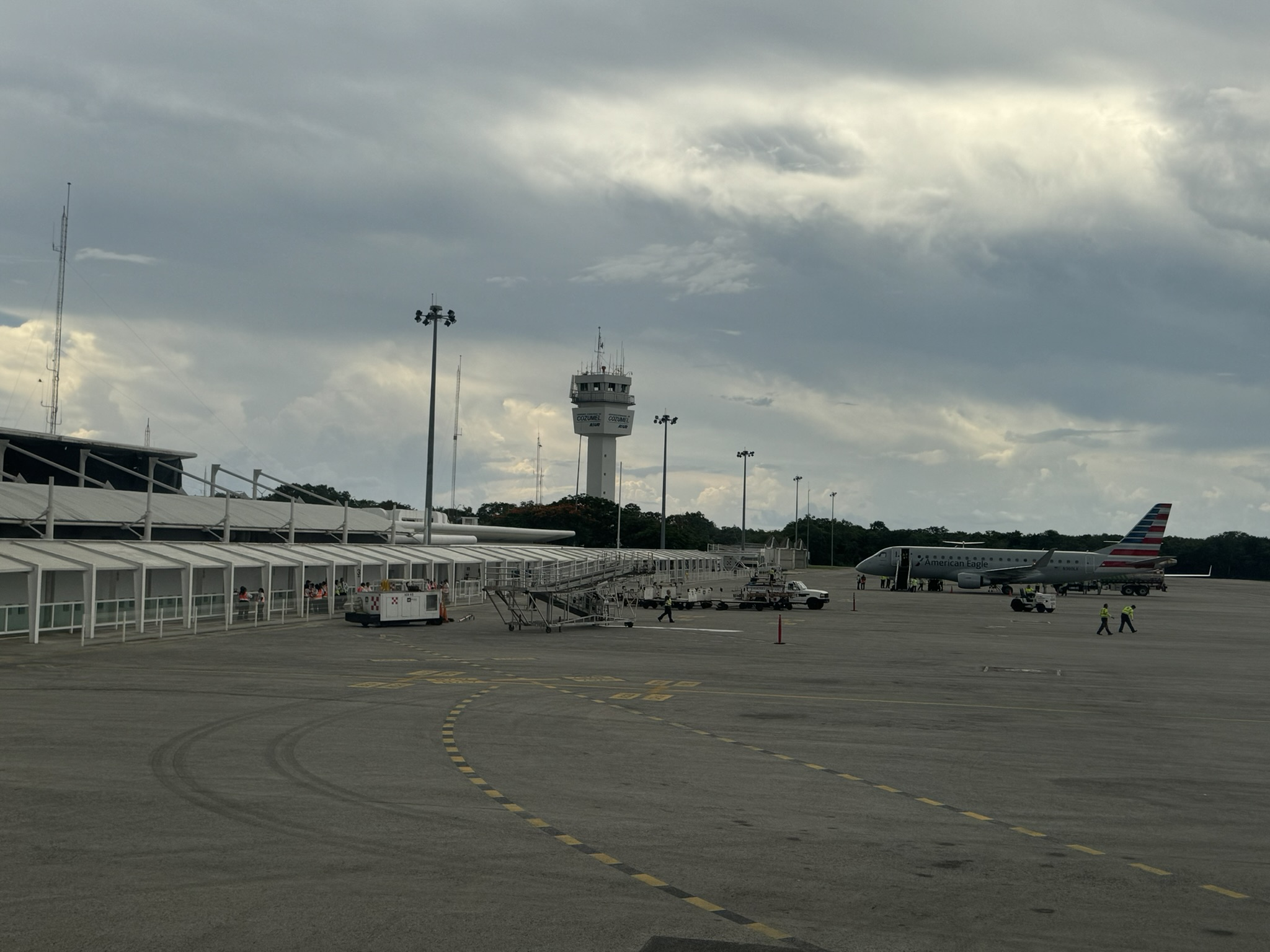
Avión de American Eagle en la plataforma del aeropuerto.

El Aeropuerto Internacional de Cozumel (Código IATA: CZM - Código OACI: MMCZ - Código DGAC: CZM),  es un aeropuerto localizado en la isla de Cozumel, en la localidad de San Miguel de Cozumel, en el estado de Quintana Roo sobre la costa del Caribe.

## Información
En 2003, la terminal fue renovada y expandida, y ahora cuenta con áreas separadas para los vuelos nacionales e internacionales, 8 puertas de embarque, 6 para vuelos internacionales y 2 para nacionales, además de todos los servicios que un aeropuerto internacional puede ofrecer.
Para 2021, Cozumel recibió a 531,675 pasajeros, mientras que en 2022 recibió a 663,270 pasajeros según datos publicados por Grupo Aeroportuario del Sureste.
El aeropuerto cuenta con la exclusiva sala vip, el Caral VIP Lounge.

### Base Aérea n.º 4
El Aeropuerto de Cozumel funciona también como la Base Aérea Militar No. 4 General Eduardo Aldasoro Suárez de la Fuerza Aérea Mexicana que además de hacer uso de la pista 05-23 cuenta con una plataforma de aviación de 2,550 metros cuadrados con 5 posiciones, 2 helipuertos y un pequeño hangar, Esta base aérea es sede del Escuadrón 201 que participó en la Segunda Guerra Mundial y que actualmente opera aeronaves T-6C+.

## Especificaciones
El aeropuerto internacional se encuentra situado a una altitud de 5 msnmm, tiene una superficie de terminal de 9,514m², una clasificación OACI 4D y dos pistas de aterrizaje de 2,700 metros de longitud y 45 metros de ancho y la otra de 2,500 metros de longitud y 45 metros de ancho hecha de asfalto, y calles de rodaje de 23 metros de ancho, con capacidad de recibir aviones Boeing 767 y de realizar 22 operaciones por hora. La plataforma cuenta con 6 posiciones de desembarque tipo C, o 4 tipo C y 1 tipo D, todas fijas.
El edificio de un nivel, se localiza la sala de documentación, la cual cuenta con un total de 37 mostradores para la atención de los usuarios de las diferentes aerolíneas que prestan sus servicios en este aeropuerto.

## Aerolíneas y destinos

### Pasajeros
| Destinos por aerolínea                                                                                 | Destinos por aerolínea                                                   | Destinos por aerolínea | Destinos por aerolínea |
| Aerolínea                                                                                              | Destinos                                                                 |                        |                        |
| --- | ------------------------------------------------------------------------ | ---------------------- | ---------------------- |
| Aeroméxico                                                                                             | Ciudad de México                                                         |                        |                        |
| Aeroméxico Connect                                                                                     | Ciudad de México                                                         |                        |                        |
| Aerus                                                                                                  | Cancún                                                                   |                        |                        |
| Air Canada                                                                                             | Estacional: Montreal-Trudeau, Toronto-Pearson                            |                        |                        |
| Air Transat                                                                                            | Estacional: Montreal-Trudeau                                             |                        |                        |
| American Airlines                                                                                      | Dallas/Fort Worth, Miami Estacional: Charlotte, Chicago-O'Hare           |                        |                        |
| Delta Air Lines                                                                                        | Estacional: Atlanta, Mineápolis/St. Paul                                 |                        |                        |
| Magnicharters                                                                                          | Estacional: Ciudad de México, Monterrey                                  |                        |                        |
| Sun Country Airlines                                                                                   | Estacional: Mineápolis/St. Paul                                          |                        |                        |
| United Airlines                                                                                        | Houston-Intercontinental, Los Ángeles Estacional: Chicago-O'Hare, Denver |                        |                        |
| Viva                                                                                                   | Monterrey                                                                |                        |                        |
| Volaris                                                                                                | Ciudad de México                                                         |                        |                        |
| WestJet                                                                                                | Estacional: Calgary (inicia el 20 de diciembre de 2025), Toronto-Pearson |                        |                        |
| Total: 15 destinos (3 nacionales, 12 internacionales), 13 aerolíneas (6 nacionales, 7 internacionales) |                                                                          |                        |                        |

### Destinos nacionales
Se presta servicio a 3 ciudades dentro del país a cargo de 6 aerolíneas. El destino de Aeroméxico también es operado por Aeroméxico Connect.
| Cancún (CUN)           |   |   | • |   |   | 1 |
| Ciudad de México (MEX) | • | • |   |   | • | 3 |
| Monterrey (MTY)        | • |   |   | • |   | 2 |
| Total                  | 2 | 1 | 1 | 1 | 1 | 3 |

### Destinos internacionales

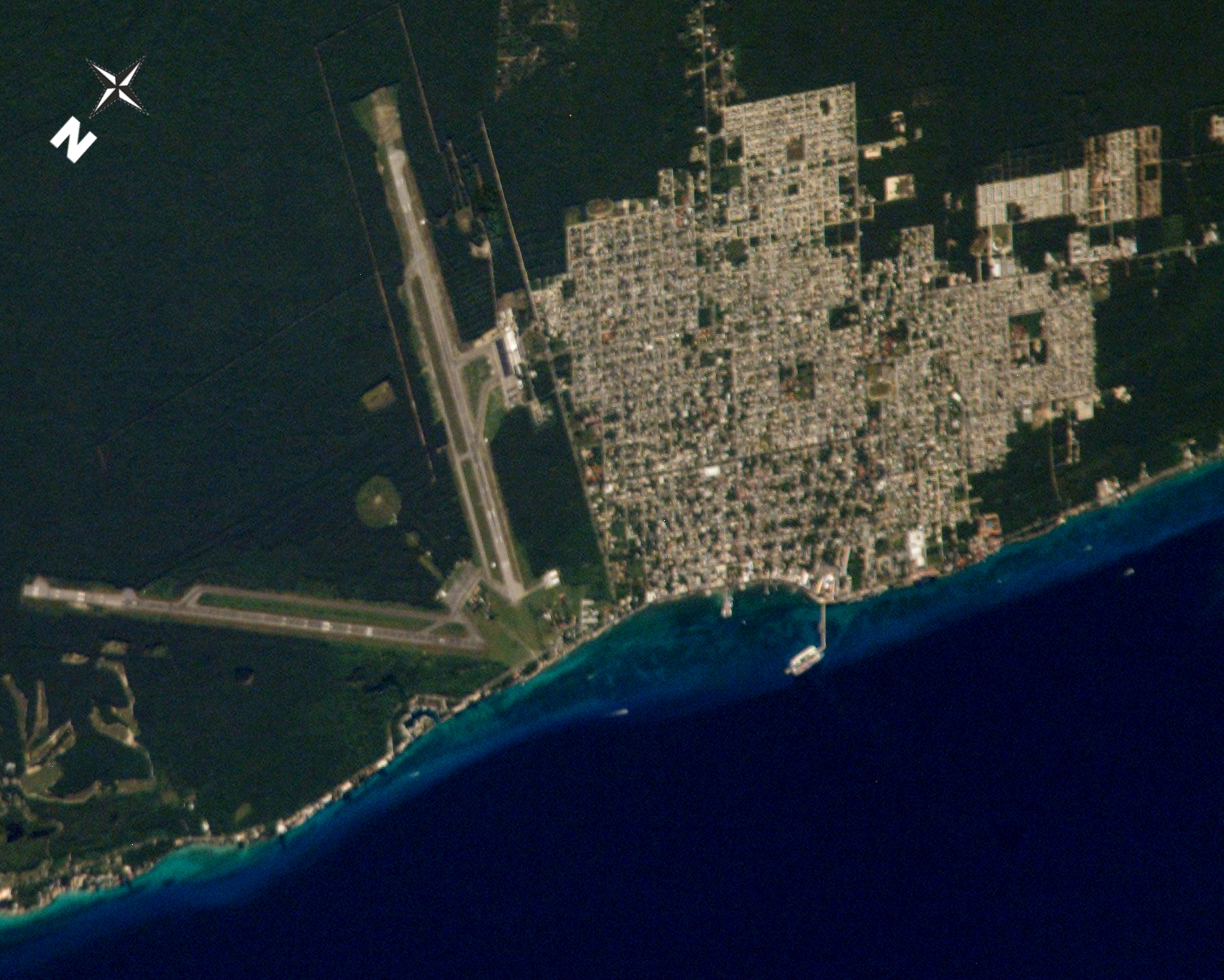
Vista satelital del aeropuerto en relación con San Miguel de Cozumel.

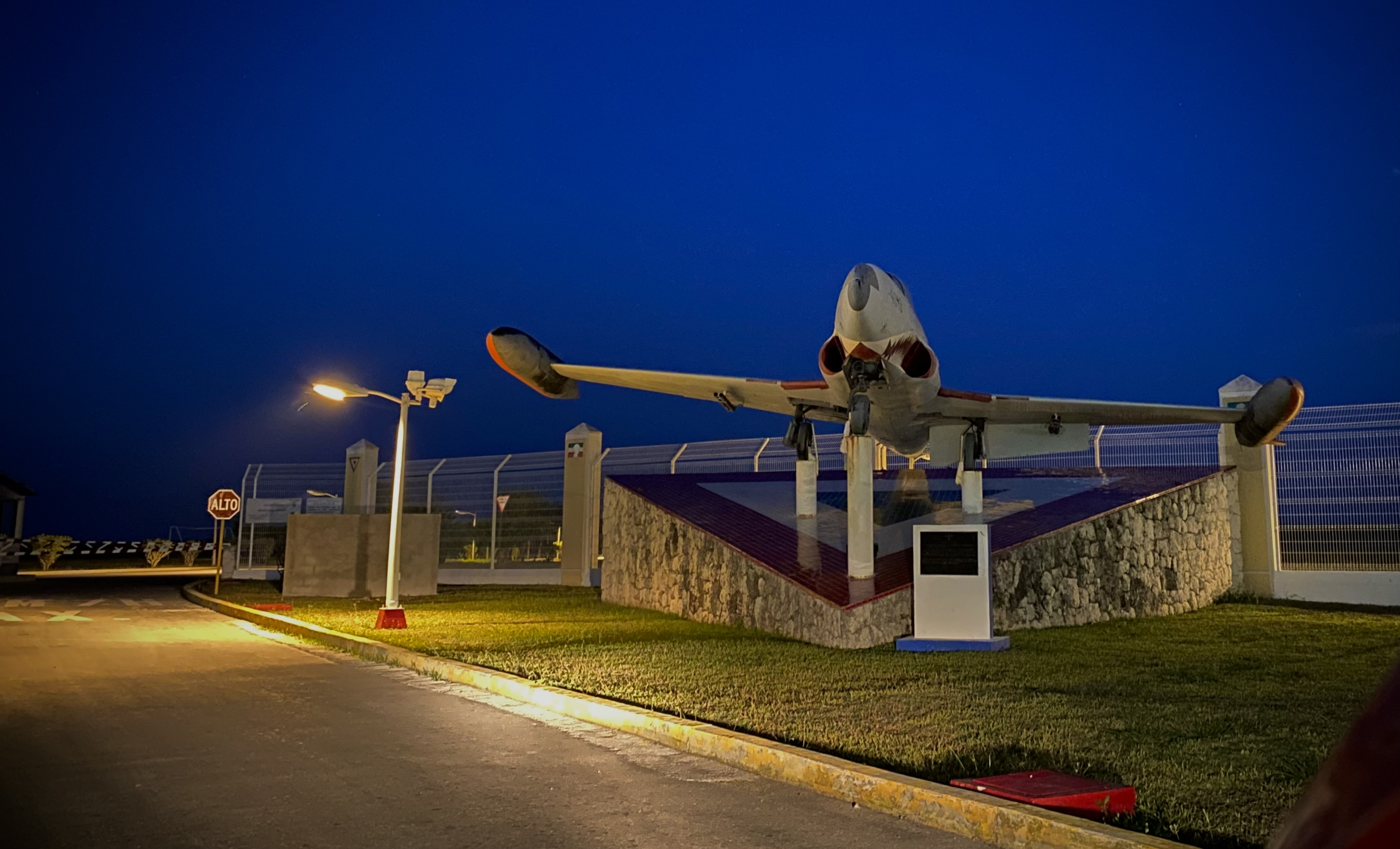
Avión preservado en la base de la Fuerza Aérea.

Se presta servicio a 12 ciudades extranjeras, 9 en Estados Unidos (5 estacionales) y 3 en Canadá (estacionales) a cargo de 7 aerolíneas.
| Ciudades                                                    | Nombre del aeropuerto                             | Aerolíneas                                                       |
| Norteamérica                                                | Norteamérica                                      | Norteamérica                                                     |
| ----------------------------------------------------------- | ------------------------------------------------- | ---------------------------------------------------------------- |
| Canadá (3 destinos [estacionales], 3 aerolíneas)            |                                                   |                                                                  |
| Calgary                                                     | Aeropuerto Internacional de Calgary               | WestJet (Estacional) (inicia el 20 de diciembre de 2025)         |
| Montreal                                                    | Aeropuerto Internacional Pierre Elliott Trudeau   | Air Canada (Estacional) / Air Transat (Estacional)               |
| Toronto                                                     | Aeropuerto Internacional Toronto Pearson          | Air Canada (Estacional) / WestJet (Estacional)                   |
| Estados Unidos (9 destinos [5 estacionales], 4 aerolíneas)  |                                                   |                                                                  |
| Atlanta                                                     | Aeropuerto Internacional Hartsfield-Jackson       | Delta Air Lines (Estacional)                                     |
| Charlotte (Carolina del Norte)                              | Aeropuerto Internacional de Charlotte-Douglas     | American Airlines (Estacional)                                   |
| Chicago (Illinois)                                          | Aeropuerto Internacional O'Hare                   | American Airlines (Estacional) / United Airlines (Estacional)    |
| Dallas (Texas)                                              | Aeropuerto Internacional de Dallas-Fort Worth     | American Airlines                                                |
| Denver (Colorado)                                           | Aeropuerto Internacional de Denver                | United Airlines (Estacional)                                     |
| Houston (Texas)                                             | Aeropuerto Intercontinental George Bush           | United Airlines                                                  |
| Los Ángeles (California)                                    | Aeropuerto Internacional de Los Ángeles           | United Airlines                                                  |
| Miami (Florida)                                             | Aeropuerto Internacional de Miami                 | American Airlines                                                |
| Mineápolis (Minnesota)                                      | Aeropuerto Internacional de Mineápolis-Saint Paul | Delta Air Lines (Estacional) / Sun Country Airlines (Estacional) |
| Total: 12 destinos (8 estacionales), 2 países, 7 aerolíneas |                                                   |                                                                  |

## Estadísticas

### Tráfico anual
| Año  | Pasajeros Totales | cambio en % |
| 2000 | 600,337           | Sin cambios |
| 2001 | 565,166           | 5.85%       |
| 2002 | 445,886           | 21.10%      |
| 2003 | 455,831           | 2.23%       |
| 2004 | 584,444           | 28.21%      |
| 2005 | 486,616           | 16.73%      |
| 2006 | 370,712           | 23.81%      |
| 2007 | 511,043           | 37.85%      |
| 2008 | 525,469           | 2.82%       |
| 2009 | 435,679           | 17.08%      |
| 2010 | 438,832           | 0.72%       |
| 2011 | 441,692           | 0.65%       |
| 2012 | 460,483           | 4.25%       |
| 2013 | 449,871           | 2.30%       |
| 2014 | 514,528           | 14.37%      |
| 2015 | 553,776           | 7.62%       |
| 2016 | 538,092           | 2.83%       |
| 2017 | 541,598           | 0.7%        |
| 2018 | 579,719           | 7.04%       |
| 2019 | 546,423           | 5.7%        |
| 2020 | 268,290           | 50.9%       |
| 2021 | 531,675           | 98.2%       |
| 2022 | 663,270           | 24.2%       |
| 2023 | 677,503           | 2.1%        |
| 2024 | 722,370           | 6.62%       |
| ---- | ----------------- | ----------- |

### Rutas más transitadas
| Número | Ciudad                                           | Pasajeros | Ranking     | Aerolínea                                              |
| ------ | ------------------------------------------------ | --------- | ----------- | ------------------------------------------------------ |
| 1      | Ciudad de México                                 | 101,103   | 1           | Aeroméxico, Aeroméxico Connect, Magnicharters, Volaris |
| 2      | Houston, Texas (aeropuertos George Bush y Hobby) | 69,338    | 1           | Southwest Airlines, United Airlines                    |
| 3      | Dallas, Texas                                    | 65,523    | Sin cambios | American Airlines                                      |
| 4      | Miami, Florida                                   | 23,208    | Sin cambios | American Airlines                                      |
| 5      | Atlanta, Georgia                                 | 19,017    | 5           | Delta Air Lines                                        |
| 6      | Monterrey, Nuevo León                            | 14,299    | 3           | Viva                                                   |
| 7      | Mineápolis, Minnesota                            | 12,644    | 1           | Delta Air Lines, Sun Country Airlines                  |
| 8      | Denver, Colorado                                 | 8,197     | 1           | Frontier Airlines, Southwest Airlines, United Airlines |
| 9      | Toronto, Ontario                                 | 6,587     |             | Air Canada Rouge, WestJet                              |
| 10     | Charlotte, Carolina del Norte                    | 6,034     | 2           | American Airlines                                      |

Notas
1. ↑  Las estadísticas oficiales incluyen los aeropuertos George Bush y Hobby.

## Accidentes e incidentes
- El 6 de octubre de 1968 fue secuestrada la aeronave Hawker Siddeley HS-748-230 con matrícula XA-SEY que operaba el vuelo 322 de Aeromaya entre el Aeropuerto de Cozumel y el Aeropuerto de Isla Mujeres. El secuestro fue realizado por una mujer que viajaba con sus dos hijos, amagó a la tripulación con un arma y exigía ser llevada a Cuba, pues la mujer afirmaba ser perseguida por el gobierno mexicano por formar parte del comité de huelgas de la UNAM y por haber participado en la huelga del 2 de octubre del mismo año. A pesar de que se le despojó el arma, la falta de combustible los obligó a aterrizar en La Habana, quedándose la mujer y sus hijos en Cuba.[7][8]

- El 17 de abril de 1974 dos aeronaves Lockheed T-33A Shooting Star de la Fuerza Aérea Mexicana con matrículas JE-016 y JE-006 se estrellaron cerca de Ayahualulco durante su ruta a la Base Aérea de Cozumel matando a los pilotos José Melesio Núñez y Roberto Rodríguez Araiza. Las aeronaves habían partido de la Base Aérea de Zapopan.[9][10]

- El 27 de enero de 1976 una aeronave Douglas DC-6A con matrícula XB-RIO operado por 	Aerotécnicos Asociados de México se estrelló 5 minutos después de despegar del Aeropuerto de Cozumel con rumbo al Aeropuerto Internacional de la Ciudad de México matando a sus 4 ocupantes.[11]

- El 31 de octubre de 1979 se estrelló durante una tormenta un Douglas DC-6 (C-54) con matrícula desconocida de la Fuerza Aérea Mexicana matando a los 3 tripulantes a bordo.[12]

- El 1 de septiembre de 1983 fue secuestrada la aeronave Boeing 727-264 de Mexicana de Aviación con matrícula XA-DAT procedente de Cozumel con destino al  Aeropuerto de Mérida, el secuestrador exigía ser llevado a Tel Aviv, Israel y acordó permitir que el avión se reabasteciera en Mérida, donde varios agentes de seguridad disfrazados como mecánicos de la línea aérea abordaron el avión y arrestaron al secuestrador sin dejar heridos.[13]

- El 15 de marzo de 1984 aterrizó forzosamente en un pantano inmediatamente después del despegue la aeronave Convair VT-29B de Aero Cozumel con matrícula XA-JOV procedente del Aeropuerto de Cancún con destino Cozumel. Una falla en el motor izquierdo originó el accidente, un pasajero murió mientras atravesaban el pantano.[14]

- El 5 de mayo de 1989 se estrelló cerca de Playa del Carmen la aeronave BN-2A Trislander de Aero Cozumel con matrícula XA-JPE procedente del Aeródromo de Chichen-Itzá, matando a 6 de los 19 ocupantes. La aeronave se estrelló poco después que uno de los pilotos comunicó que estaba intentando un aterrizaje de emergencia debido a fallas del motor.[15]

- El 13 de agosto de 1990 se estrelló durante su aproximación a Cozumel la aeronave Rockwell 1121 Jet Commander de Aviex Jet con matrícula N301AJ procedente del Aeropuerto de Kingston, Jamaica, matando a un miembro de la tripulación, su compañero y los 6 pasajero sobrevivieron.[16][17]

- El 15 de mayo de 1993 se estrelló durante su crucero la aeronave Douglas DC-6BF de Carga del Caribe con matrícula XA-SEA, matando a 2 de los 5 ocupantes, la aeronave procedía del Aeropuerto de Cancún y tenía como destino Cozumel.[18]

- El 12 de septiembre de 2001 se estrelló durante su despegue del Aeropuerto Internacional de Kaua la aeronave Let L-410UVP-E de Aeroferinco con matrícula XA-ACM que transportaba turistas norteamericanos rumbo a Cozumel, la aeronave no se elevó más de 500 ft cuando el capitán informó de una falla en el motor derecho, posteriormente se perdió el control de la aeronave y se estrelló. En el accidente murieron los 2 miembros de la tripulación y los 17 pasajeros.[19][20]

- El 27 de noviembre de 2001 cayó al mar durante su aproximación al Aeropuerto de Cozumel la aeronave Let L-410UVP de Aeroferinco con matrícula XA-SYJ procedente del Aeropuerto de Playa del Carmen. La tripulación declaró emergencia por paro de motor antes de que la aeronave se precipitara, dicha aeronave se hundió 12 minutos después de haber caído. Los 4 ocupantes fueron rescatados con vida por el sector naval de la zona.[21][22]

- El 19 de noviembre de 2013 se estrelló en el Golfo de México poco antes de despegar la aeronave Learjet 35 operada por Aero J.L. con matrícula XA-USD, la aeronave recién había despegado del Aeropuerto Fort Lauderdale cuando se precipitó. Tenía como destino Cozumel.[23][24][25]

- El 13 de julio de 2024, una aeronave Cessna P206D Super Skylane con matrícula XA-TDE operada por Aero Saab que realizaba un vuelo entre el Aeropuerto de Playa del Carmen y el Aeropuerto de Cozumel se precipitó a tierra durante su aproximación final, impactando contra el mar y causando daño sustancial en la aeronave. El piloto resultó ileso.[26][27][28]

- El 8 de diciembre de 2024 una aeronave PA-32-260 Cherokee con matrícula XB-IAS que operaba un vuelo entre el Aeropuerto de Cozumel y el Aeropuerto de Playa del Carmen se precipitó a tierra mientras realizaba su ascenso inicial, estrellándose en las cercanías del aeropuerto de Cozumel. La aeronave solo era ocupada por el piloto el cual resultó ileso.[29][30]

## Aeropuertos cercanos
Los aeropuertos más cercanos son:
- Aeropuerto Internacional de Cancún (57km)
- Aeropuerto Internacional de Chetumal (269km)
- Aeropuerto de Corozal (283km)
- Aeropuerto Internacional de Mérida (286km)
- Aeropuerto de San Pedro (309km)